# 独吟
独吟（どくぎん）とは日本の伝統音楽の一つ。

## 概要
正風俳諧の開祖荒木田守武の天文9年（1540年）10月、巻頭発句「飛梅や　かろがろしくも　神の春」で千句の独吟を興行した「守武千句」がつとに有名。
神と人との唱和に発するとされるこの文芸は伊勢神宮の神官のものとして遥かな室町の代の厳しい世相のもとに、神事遂行を祈念した藤波氏経の独吟千句という先蹤を持つ。